# Victorie (bloc politic)
Victorie (în rusă Победа, denumit Pobeda – Victorie) este un bloc politic pro-rus și moldovenist din Moldova, înființat de oligarhul fugar Ilan Șor și partidele aliate la Moscova, Rusia, pe 21 aprilie 2024.

## Istoric
Blocul Victorie a fost fondat oficial de Ilan Șor la 21 aprilie 2024 la Moscova, Rusia, într-o întâlnire la Hotelul Carlton din Moscova. Pe lângă Șor, acordul de creare al blocului a fost semnat de guvernatorul Găgăuziei Evghenia Guțul, precum și de liderii partidelor Renaștere, Șansă, FASM și Victorie. Întâlnirea nu a putut avea loc în Moldova, deoarece Șor era un fugar care locuia în Rusia la acea vreme. Partidul Victorie, care poartă același nume ca blocul, fusese fondat în ianuarie 2024. Ilan Șor a devenit președintele blocului, Evghenia Guțul a fost aleasă secretar executiv al consiliului politic național, iar deputata Marina Tauber a fost aleasă secretar al comitetului executiv. Potrivit organizatorilor și participanților, acest eveniment a avut loc în Rusia, deoarece opoziția este persecutată în Moldova și sunt folosite arestări și percheziții împotriva activiștilor și liderilor săi. Presa rusă a numit întâlnirea „un congres al politicienilor moldoveni care susțin aderarea Chișinăului la Uniunea Economică Euroasiatică”, iar Ilan Șor a descris întâlnirea pe rețelele sale de socializare drept „unirea opoziției moldovenești”. Întâlnirea s-a încheiat cu un spectacol al cântăreților pop ruși Nikolai Baskov și Filip Kirkorov.
Evghenia Guțul a declarat că blocul Victorie își va desemna un singur candidat la alegerile prezidențiale din 2024 din Republica Moldova. Însă Guțul a refuzat să candideze la președinție, afirmând că nu are vârsta potrivită, din moment ce trebuie să aibă minim 40 de ani pentru a candida. Scopul probabil al blocului la alegerile prezidențiale ar fi fost, de asemenea, să obțină suficiente voturi pentru a negocia o majoritate politică cu Partidul Socialiștilor din Republica Moldova (PSRM) și a îndepărta Partidul Acțiune și Solidaritate (PAS) de la putere.
Pe 9 mai 2024, liderii blocului au participat la un marș la Chișinău cu ocazia aniversării victoriei asupra Germaniei naziste. PSRM, care a organizat manifestația, le-a interzis liderilor blocului să se alăture coloanei lor.
Pe 9 iunie 2024, a avut loc la Moscova cel de-al doilea congres al liderilor blocului Victorie. La acest congres s-a discutat despre participarea blocului la alegerile prezidențiale și la referendumul din 2024 de aderare a Republicii Moldova la Uniunea Europeană. Ilan Șor s-a declarat încrezător că blocul Victorie va putea să o învingă pe președintele Republicii Moldova, Maia Sandu, la alegerile prezidențiale și va „utiliza orice metode necesare” pentru a atinge acest obiectiv și a elibera Moldova de „bandiții pro-europeni”. Șor a spus că singura modalitate de „reanimare a Moldovei” este ca Moldova să adere la Uniunea Economică Eurasiatică (UEEA). Liderul grupului parlamentar al blocului Victorie, Vasile Bolea, a spus că blocul se va împotrivi îndepărtării Moldovei de Rusia. Evghenia Guțul a spus că blocul Victorie și-a ținut congresul în Rusia, deoarece guvernul moldovean îi amenință pe opozanții moldoveni și a spus că Moldova va fi trasă în războiul din Ucraina dacă moldovenii ar vota pentru aderarea la UE. Cu câteva zile înainte de congresul blocului, liderii acestuia au participat la Forumul Economic Internațional de la Sankt Petersburg, care a avut loc în perioada 5-8 iunie 2024, și au discutat despre situația politică din Moldova cu politicieni ruși precum Serghei Lavrov, Nikolai Valuev, Evgheni Primakov Jr., Rustam Minnihanov, Alexander Beglov și propagandiști precum Margarita Simonian.
Pe 7 august 2024, Comisia Electorală Centrală a Moldovei a interzis recunoașterea și certificarea blocului Victorie în cadrul alegerilor prezidențiale ale Republicii Moldova din 20 octombrie 2024 și a referendumului de aderare a Republicii Moldova din 2024 la Uniunea Europeană. O investigație jurnalistică a dezvăluit cum s-a implicat blocul în fraudarea referendumului.

## Platformă
Blocul Victorie este format din partide pro-ruse, eurosceptice și naționaliste care se opun alinierii Moldovei la Occident. Blocul electoral se opune integrării europene a Moldovei și pledează pe sloganul „Nu UE”. În locul Uniunii Europene, Victorie pledează în schimb pentru aderarea Moldovei la Uniunea Economică Eurasiatică. De asemenea, urmărește să protejeze „interesele naționale și suveranitatea” Moldovei împotriva „controlului extern” de către „Occidentul colectiv” și să includă Moldova într-o federație care să aibă unități federale de limbă rusă în Găgăuzia și Transnistria, care ar urma să fie reintegrate în Moldova prin medierea rusă. Blocul este descris ca fiind de stânga în retorica și orientarea sa politică și populist.
La congresul blocului din 6 iulie 2025, Șor a declarat că "singura salvare a Moldovei este unirea cu Federația Rusă". El a mai declarat că blocul ar trebui să strângă semnături de la moldoveni pentru acesstă viitoare unire, susținând că "peste 60% din moldoveni vor unirea cu Rusia".

## Recepție
Ministrul Infrastructurii și Dezvoltării Regionale al Republicii Moldova, Andrei Spînu, a răspuns la crearea blocului denumind noua asociație bloc infracțional organizat pe pagina sa de internet, iar fondatorii săi „trădători ai națiunii”. Spînu a spus că blocul a fost creat lângă Kremlin „ca să fie clar pentru cine lucrează și cui servesc”.
Igor Munteanu, liderul Coaliției pentru Unitate și Bunăstare (CUB), opoziție extraparlamentară pro-europeană, a spus că apariția unui nou bloc la Moscova înseamnă că planurile de destabilizare ale Republicii Moldova intră în faza de implementare.